# Čampa
Čampa neboli Čamské království (vietnamsky Chăm Pa, Chiêm Thành; čínsky pchin-jin Zhàn chéng, znaky 占城) bylo hinduistické království národa Čamů, rozkládající se v 7. – 19. století ve středním a jižním Vietnamu. Čampa patřila mezi významné indianizované státní útvary (tj. ovlivněné indickou kulturou a náboženstvími) v jihovýchodní Asii.
Předchůdcem Čampy bylo království Lin-i (林邑, čínsky) či Lâm Ấp (vietnamsky), které existovalo od roku 192, nicméně vztahy mezi Čampou a Lin-i jsou nejasné. Čampa se skládala z pěti knížectví, byly to od severu k jihu Indrapura, Amaravati, Vidžaja, Kauthara a Panduranga.
Vrcholu moci Čampa dosáhla v 9. a 10. století, kdy se nová vládnoucí dynastie založená v roce 875 králem Indravarmanem II. (hlavní město Indrapura) přiklonila k buddhismu. Poté nastal, pod tlakem Vietnamu (stát Đại Việt), postupný pokles moci čamského státu. Centrem země byla přibližně do roku 1000 Indrapura, poté Vidžaja, roku 1471 dobytá a zcela zničená vietnamskou armádou. Centrum státu se poté přesunulo na jih do Pandurangy. V následujících staletích Čampa přežívala v postavení vietnamského vazala. Po neúspěšné vzpouře kleslo roku 1697 pandurangské knížectví na autonomní území vietnamského státu. Nakonec roku 1832 Vietnam zbývající čamská území anektoval.
Čamové, mluvící čamštinou, řečí náležející k malajsko-polynéským jazykům, dnes žijí ve Vietnamu, Kambodži a Laosu v postavení národnostní menšiny.